# St. Helen's
St Helen's (conocido previamente como Aviva Tower o Commercial Union Building) es un rascacielos de oficinas situado en Londres, Reino Unido. Tiene 118 m de altura y 23 plantas. Su dirección postal es Undershaft 1, aunque la entrada principal da hacia Leadenhall Street, en el distrito financiero de la City de Londres.
El edificio fue diseñado por Gollins Melvin Ward Partnership en estilo internacional: la rígida geometría rectilínea del edificio está influida por Ludwig Mies van der Rohe y en especial por su Seagram Building en Nueva York. Fue construido por Taylor Woodrow Construction siendo uno de los solo cuatro rascacielos de Londres que usaron un diseño «de arriba hacia abajo», según el cual cada planta está suspendida de las plantas superiores en lugar de ser soportada por las plantas inferiores.
En 1992, el edificio fue dañado gravemente tras la explosión de una bomba del Ejército Republicano Irlandés Provisional junto al Baltic Exchange, como resultado de lo cual fue renovado sustancialmente.
El edificio fue vendido en 2003 por la Abu Dhabi Investment Authority al promotor inmobiliario Simon Halabi. En 2007, se desveló que Halabi estaba considerando demoler el edificio y sustituirlo con una torre mucho más alta, pero este proyecto no fue realizado. En 2011, el edificio fue vendido a un inversor privado asiático no especificado por 288 millones de libras. Los proyectos para la parcela presentados en febrero de 2016 contemplan una torre de 310 m de altura y 72 plantas dedicada principalmente a oficinas. En noviembre de 2016, se concedió la licencia de obras para la llamada Trellis Tower, que albergará diez mil trabajadores y que, cuando se finalice, será el edificio más alto de la City de Londres y el segundo más alto del Reino Unido tras The Shard.

## Historia

### Diseño
En 1961, la Commercial Union Assurance Company compró una parcela en St Mary Axe, en la City de Londres, para construir en ella su nueva sede. La parcela incluía inmuebles adyacentes en St Mary Axe y el antiguo edificio de Shell en Great St Helens. Al mismo tiempo, la Peninsular and Oriental Steam Navigation Company planeaba reconstruir sus oficinas en Leadenhall Street.
Debido a una serie de problemas que afectaban a ambas parcelas, especialmente el mal acceso a la parcela de Commercial Union y la escasa anchura de la parcela de la Peninsular and Oriental, no fue posible conseguir las licencias urbanísticas que hubieran optimizado la cantidad de superficie deseada por ambas empresas. Como resultado, las dos empresas decidieron participar en un proyecto conjunto que implicaría el traslado de los límites de las parcelas y la creación de un vestíbulo abierto en la intersección de Leadenhall Street y St Mary Axe. Ambas empresas tendrían fachadas en el nuevo vestíbulo y mantendrían superficies de suelo equivalentes a las delimitadas por los límites originales de las parcelas.
El arquitecto del proyecto fue la Gollins Melvin Ward Partnership, que reconoció la influencia de Mies van der Rohe. El diseño fue un cubo alargado de estilo internacional. El revestimiento original consistía en ventanas de cristal con marcos de aluminio anodizado, cuyo color cambiaba de gris oscuro a marrón oscuro con las diferentes condiciones de iluminación.
La torre tiene 24 plantas de oficinas utilizables. Además, hay dos plantas técnicas de altura doble; las calderas de una de las plantas técnicas también servían al edificio adyacente de la Peninsular and Oriental. La relación entre la superficie del edificio y la superficie de la parcela es 5,5:1. Había cinco plantas subterráneas, que albergaban el restaurante para los trabajadores, los aparcamientos y tres plantas de almacenes y cámaras acorazadas.
Por debajo de la planta de oficinas más baja, el edificio era interrumpido por un podio abierto diseñado para proporcionar un acceso peatonal elevado mediante el City of London Pedway Scheme. Pedway fue un proyecto ambicioso pero finalmente no completado que pretendía mejorar el flujo del tráfico en la City de Londres mediante la construcción de una red de pasarelas peatonales elevadas. Desde mediados de los años sesenta hasta los años ochenta, se exigía a los promotores de los proyectos más importantes que proporcionaran acceso a la red Pedway como requisito para obtener la licencia urbanística. Este requisito era impopular entre los diseñadores, que afirmaban que generaba espacio inutilizado poco atractivo visualmente que a menudo conducía a los peatones a callejones sin salida. En el caso de este edificio, se construyó una pasarela al nivel del podio que conectaba el Commercial Union Building con su vecino, el edificio de la Peninsular and Oriental.

### Construcción

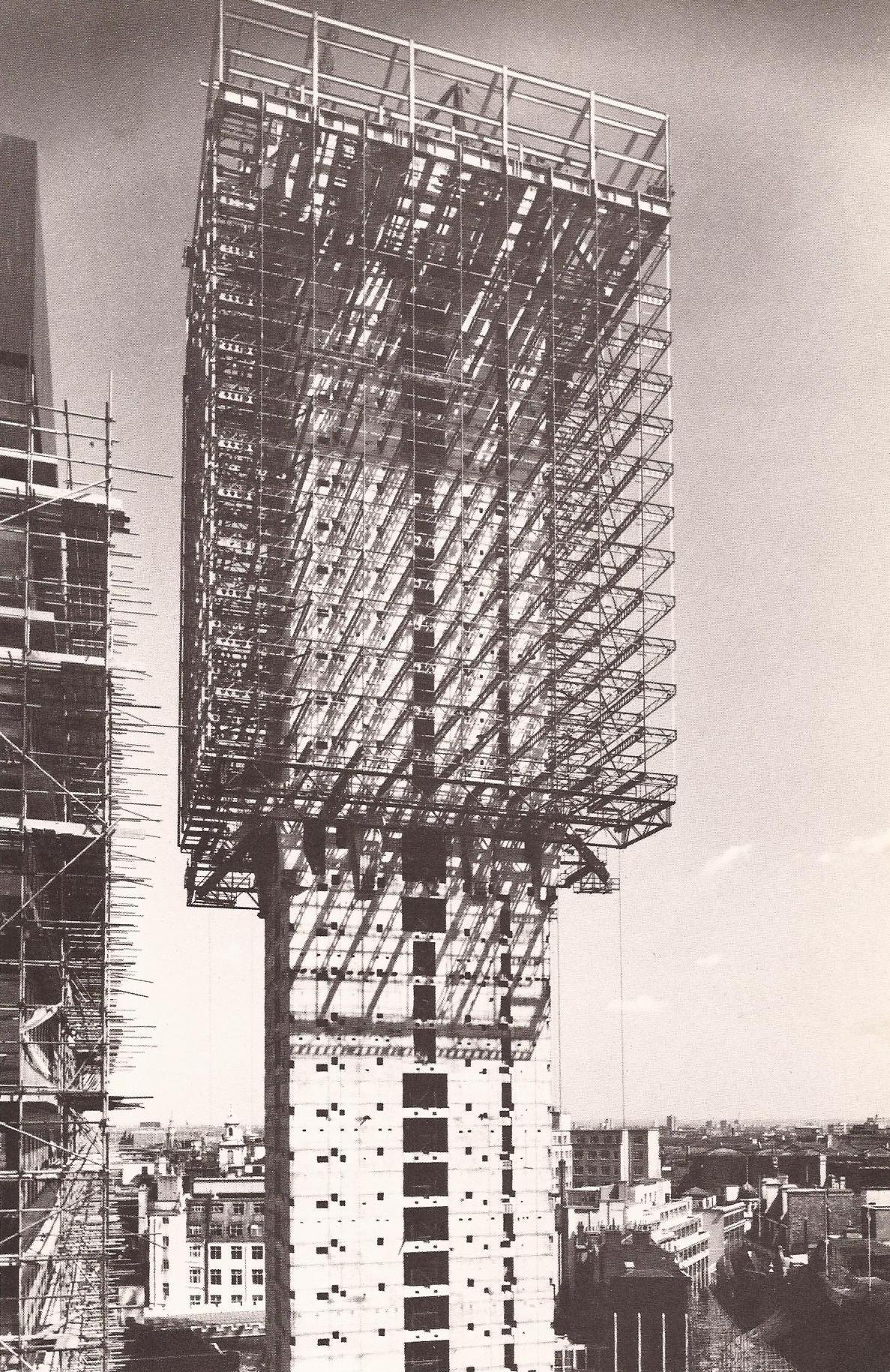
El Commercial Union Building en construcción en 1968. Las plantas de oficinas están suspendidas de celosías de acero que sobresalen en voladizo de las plantas técnicas situadas en la azotea y a media altura.

La construcción del Commercial Union Building fue realizada por Taylor Woodrow Construction.
La estructura tiene un núcleo central de servicios de hormigón, rodeado por un armazón de acero suspendido de las celosías de acero que sobresalen en voladizo en dos plantas técnicas, una en la última planta y otra a media altura. Las plantas de oficinas están suspendidas de este armazón de acero; la sección de la azotea soporta doce plantas, mientras que la sección a media altura soporta trece. Las perchas de acero están instaladas alternativamente en los marcos de las ventanas y varían en tamaño: 0,23 m × 0,05–0,23 m. Este diseño suspendido pretendía maximizar la superficie de las plantas eliminando sustancialmente la necesidad de pilares de apoyo.
La nueva plaza situada frente a los dos nuevos edificios estaba por debajo del nivel de la calle, y se construyeron escalones en dos lados. Se construyeron rejillas de entrada de aire en los peldaños para ventilar las cinco plantas subterráneas del edificio. En la plaza se plantaron tilos semi-maduros.

### Premios
En 1970, los edificios de Commercial Union y la Peninsular & Oriental ganaron el Civic Trust Award por la coordinación del diseño del edificio con el paisaje urbano. Ese mismo año se concedió al Commercial Union Building el Structural Steel Design Special Award («Premio Especial de Diseño Estructural en Acero»), patrocinado por la British Steel Corporation y la British Constructional Steelwork Association.